# Ла Салль, Гадифер де
Гадифе́р де Ла Салль (фр. Gadifer de La Salle; 1340 год, Франция — 1415 год, Франция) — французский военный и мореплаватель, участник Столетней войны. В 1402 году совместно с Жаном де Бетанкур покорил Канарские острова для кастильской короны.

## Биография
Гадифер родился около 1340 года в семье мелкого дворянина Феррана де Ла Салля в провинции Пуату. С 1373 года Гадифер служил во французской армии под командованием герцога Жана Беррийского (командовал ротой из 5 рыцарей и 22 оруженосцев) и участвовал в изгнании англичан из Пуату. В 1377 году он участвовал в походах против англичан герцога Людовика Анжуйского. В 1378 году он получил звание камергера герцога Жана Беррийского.
Участник в военным кампаниях на острове Родос (1377), в Неаполе (1383), Тунисе (1390), и дважды в Пруссии (1378 и 1391 годы).
В 1390 году Гадифер де Ла Салль был назначен камергером короля Франции Карла VI и сенешалем провинции Бигор. В 1394—1396 годах он находился в свите герцога Людовика Орлеанского (младшего брата Карла VI).
В 1390 году во время экспедиции крестоносцев под командованием герцога Бурбонского в Северную Африку Гадифер де Ла Салль встретился с бароном Жаном де Бетанкуром, с которым он был знаком еще во время службы у герцога Орлеанского. Жан де Бетанкур убедил Гадифера де Ла Салля принять участие в военной экспедиции на Канарские острова.
В 1402—1404 годах Гадифер де Ла Салль вместе с бароном Жаном де Бетанкуром возглавил экспедицию на Канарские острова. После высадки на южном побережье острова Лансароте Жан де Бетанкур смог заключить договор с местными вождем Гадарфия и, получив разрешение от него, построил крепость Рубикон. В обмен нормандцы должны были защищать канарцев от набегов пиратов и работорговцев. Оставив часть людей в Рубиконе, Жан де Бетанкур и Гадифер де Ла Салль отплыли на соседний остров Фуэртевентура. При приближении крестоносцев местное население укрылось в другой части острова. Поскольку имеющихся запасов продовольствия не хватало на длительное время, а для завоевания и заселения других островов требовалось больше людей, Гадифер де Ла Салль и Жан де Бетанкур согласились, что Бетанкур должен отправиться в Кастилию, чтобы добиться припасов и подкрепления. Перед отъездом барон Жан де Бетанкур назначил своего заместителя Гадифера де Ла Салля командующим гарнизоном Рубикона.
В октябре 1402 года после отъезда Жана де Бетанкура в Испанию в гарнизоне Рубикона произошел бунт. Мятежники под руководством рыцаря Бертина де Берневаля, воспользовались тем, что Гадифер де Ла Салль с небольшим отрядом отплыл на остров Лобос для охоты на тюленей-монахов. Бертин связался с капитаном одного пиратского корабля, который находился у острова Грасьоса. Капитан пиратов согласился доставить Бертина де Берневаля с его сообщниками в Испанию. Бертин де Берневаль вероломно захватил в плен двадцать два аборигена на острове Лансароте для продажи их в рабство. Перед своим отплытием мятежники разграбили продовольствие в крепости Рубикон. Между тем Гадифер де Ла Салль со своими людьми без воды и продуктов находился на острове Лобос, отрезанный от гарнизона Рубикона. Его спасли моряки испанского корабля, которые случайно оказались в этом районе и доставили Гадифера и его людей на Лансароте. На этом острове местное население (гуанчи), недовольное поведением европейцев, подняло восстание против захватчиков.
В ноябре 1403 года барон Жан де Бетанкур принес оммаж королю Кастилии Энрике III, который подтвердил исключительные права Жана де Бетанкура на завоевание Канарских островов. Кастильская корона оказала Жану де Бетанкуру военную помощь и денежную поддержку в дальнейшем завоевании Канарских островов. Бетанкур отправил на остров Лансароте корабль с солдатами и припасами. На этом корабле Гадифер де Ла Салль совершил трехмесячную поездку по другим островам архипелага.
В апреле 1404 года Жан де Бетанкур в качестве единоличного вассала кастильской короны вернулся на остров Лансароте. Это вызвало недовольство Гадифера де Ла Салля, который стал требовать от своего товарища раздела островов, чтобы погасить расходы, которые он понес в этой кампании. Жан де Бетанкур отказался это сделать. В 1405 году Жан де Бетанкур и Гадифер де Ла Салль на разных кораблях отплыли в Испанию. Кастильский двор в Севилье поддержал Жана де Бетанкура, а Гадифер де Ла Салль потерпел неудачу и вынужден был вернуться во Францию.
После возвращения во Францию он сражался на стороне Арманьяков против Бургиньонов. В 1409 году Гадифер участвовал в военном походе на Геную, которая подняла восстание против французского владычества.